# Ауспиц, Рудольф
Рудольф Ауспиц (нем. Rudolf Auspitz; 7 июля 1837, Вена, Австро-Венгерская империя — 10 марта 1906, там же) — австрийский промышленник, экономист, политик и банкир
 еврейского происхождения.

## Биография

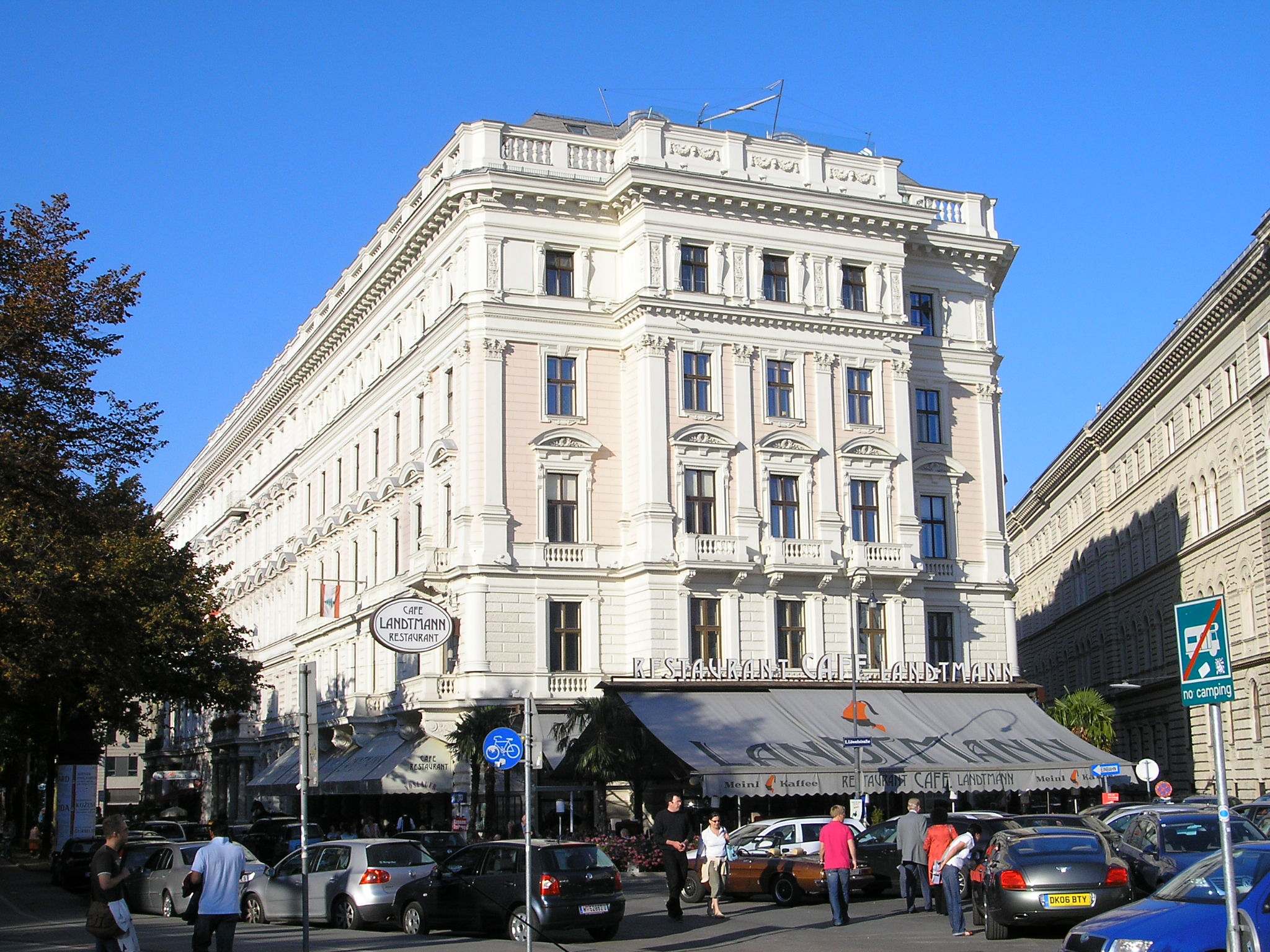
Дворец Либена — Аушпица в Вене

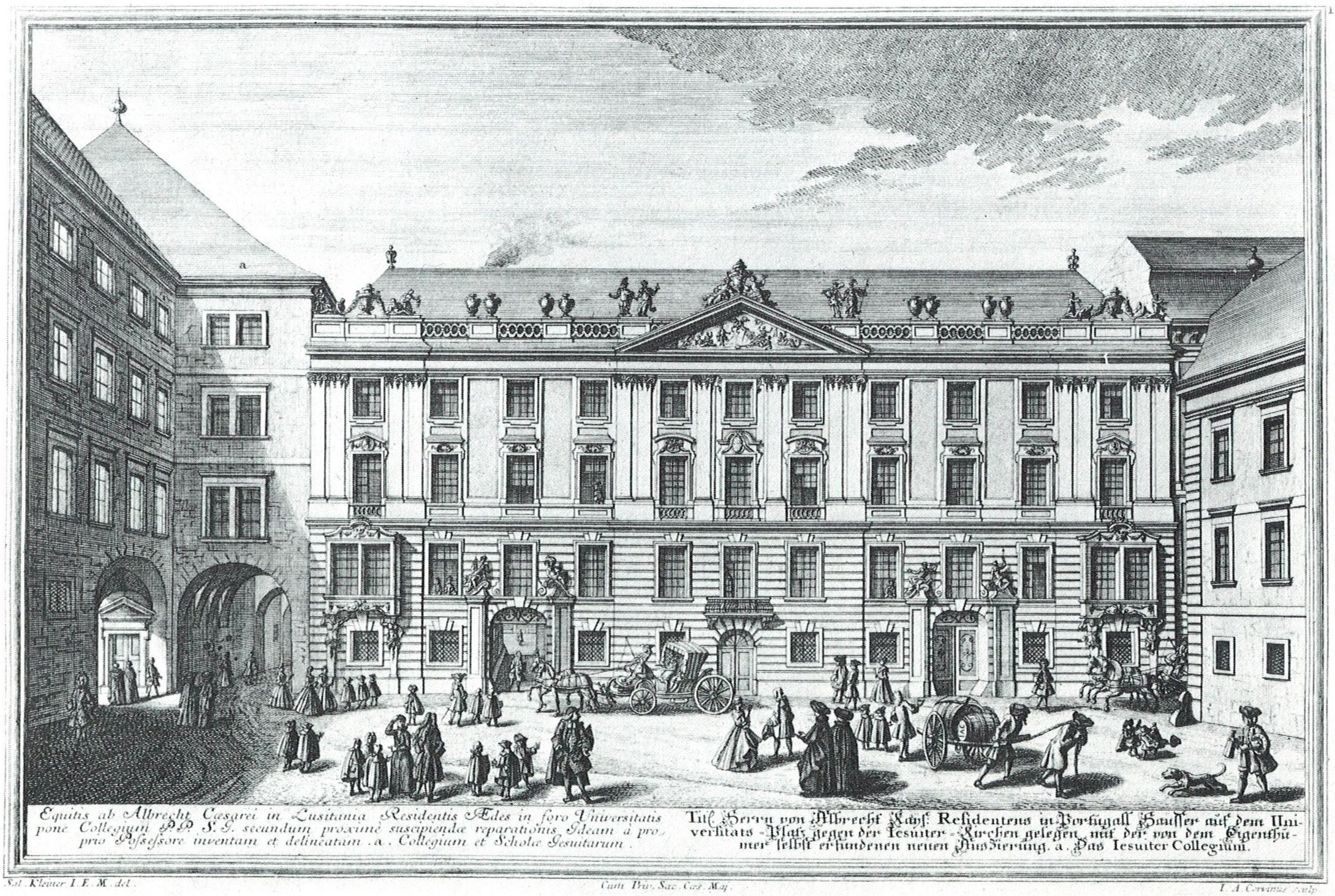
Дворец братьев Р. и К. Ауспиц в Вене

Представитель известной в Моравии семьи: его прадед Авраам был окружным раввином в Моравии, его дед Лазарь — основателем, созданной в 1833 году брюннской всемирно известной фабрики сукон «А. Ауспиц»; его отец Самуил создал в 1909 году торговый дом в Вене «С. Ауспиц», во главе которого стоял Рудольф Ауспиц и его старший брат Карл; сам Рудольф был основателем фирмы «Сахарные фабрики Рудольфа Ауспица и К°».
Окончил Высшую венскую техническую школу (ныне Венский технический университет), продолжил учёбу в Берлине и Париже, где изучал сначала естественные науки, a потом политическую экономию. В возрасте 26 лет построил сахарный завод в Гробце в Моравии, затем второй в г. Бзенец.
С 1870-х годах участвовал в национальной политике. В декабре 1871 года был избран в члены Государственный парламента Моравии (ландтаг), причем переизбирался туда вплоть до 1900 года, когда сложил с себя депутатский мандат. В 1873 г. был избран в рейхсрат. Член конституционной партии Богемии и Германии.
С 1888 по 1892 год состоял также членом Нижне-Австрийской палаты торговли и промышленности в Вене, a с 1900 года являлся представителем еврейской венской общины. В 1899 году был одним из членов парламентской следственной комиссии, назначенной по поводу антисемитских беспорядков.
В ландтаге и рейхсрате А. всегда показывал обширные знания в политической экономии, особенно в области законодательства о налогах; большой успех имели его выступления о выкупном фонде пропинаций (винокурения и продажи спиртного), о выкупном земельном фонде, об ипотеках и т. д. Был назван «отцом закона о сахарном налоге» в Австро-Венгрии.

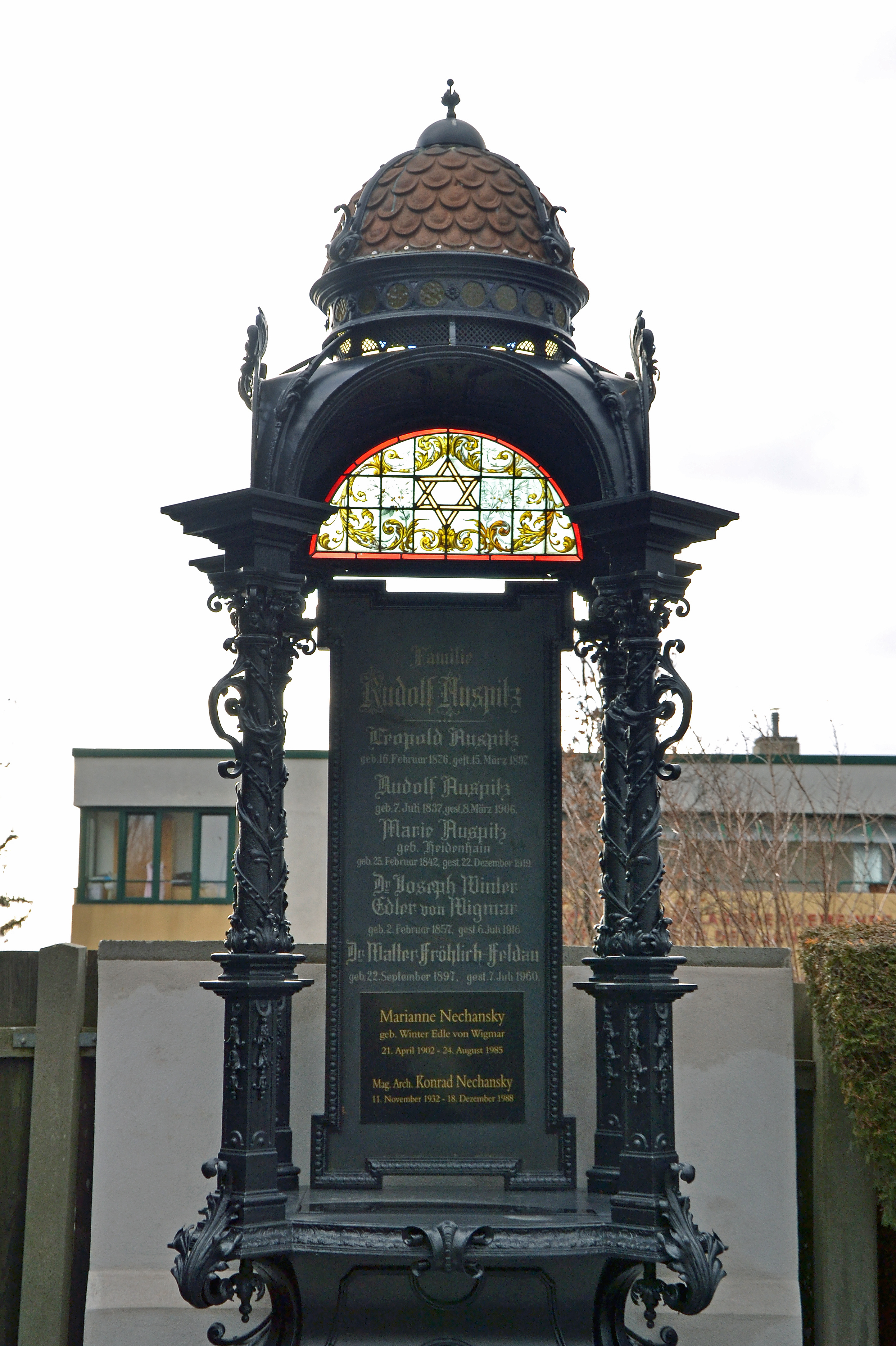
Могила семьи Ауспиц на кладбище в Дёблинге

Умер от пневмонии. Наследство умершего оценивалось в 30 млн крон. Из них 470 тысяч он направил на благотворительность.
Похоронен на венском Дёблингском кладбище.